# Печорска губа
Печорската губа (на руски: Печорская губа) е залив, тип губа, в югоизточната част на Баренцово море, северно от делтата на река Печора, в Ненецки автономен окръг на Архангелска област в Русия. От север е ограничена от полуостров Руски Заворот и редицата острови Гуляувски Кошки. Вдава в сушата около 100 km, ширина от 40 до 120 km, дълбочина до 6 m. В южната ѝ част чрез делта се влива река Печора. от октомври до юни е покрита с редове. Важен риболовен район (основно треска) и улов на тюлени.